# Bagno Jacka

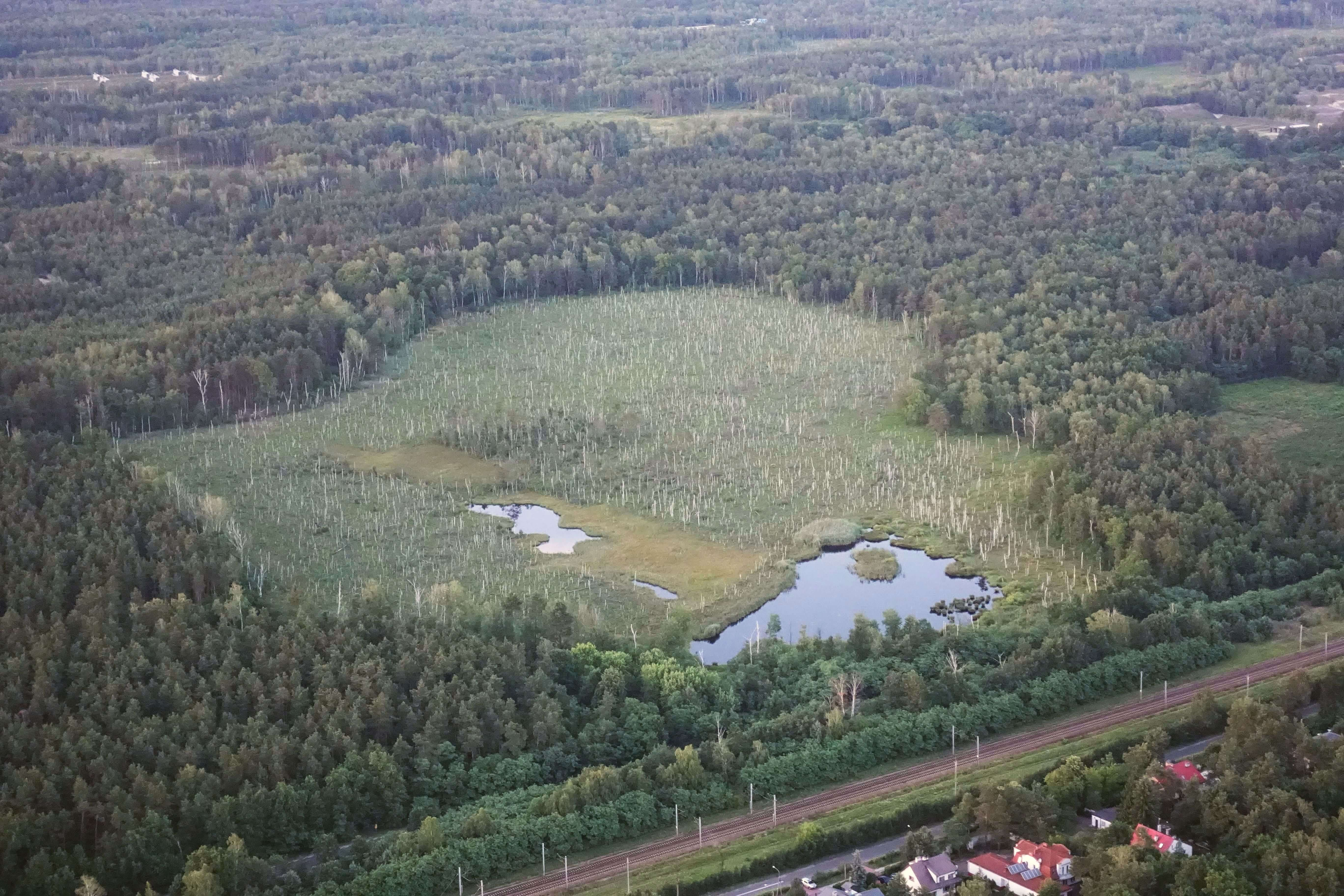
Widok z lotu ptaka

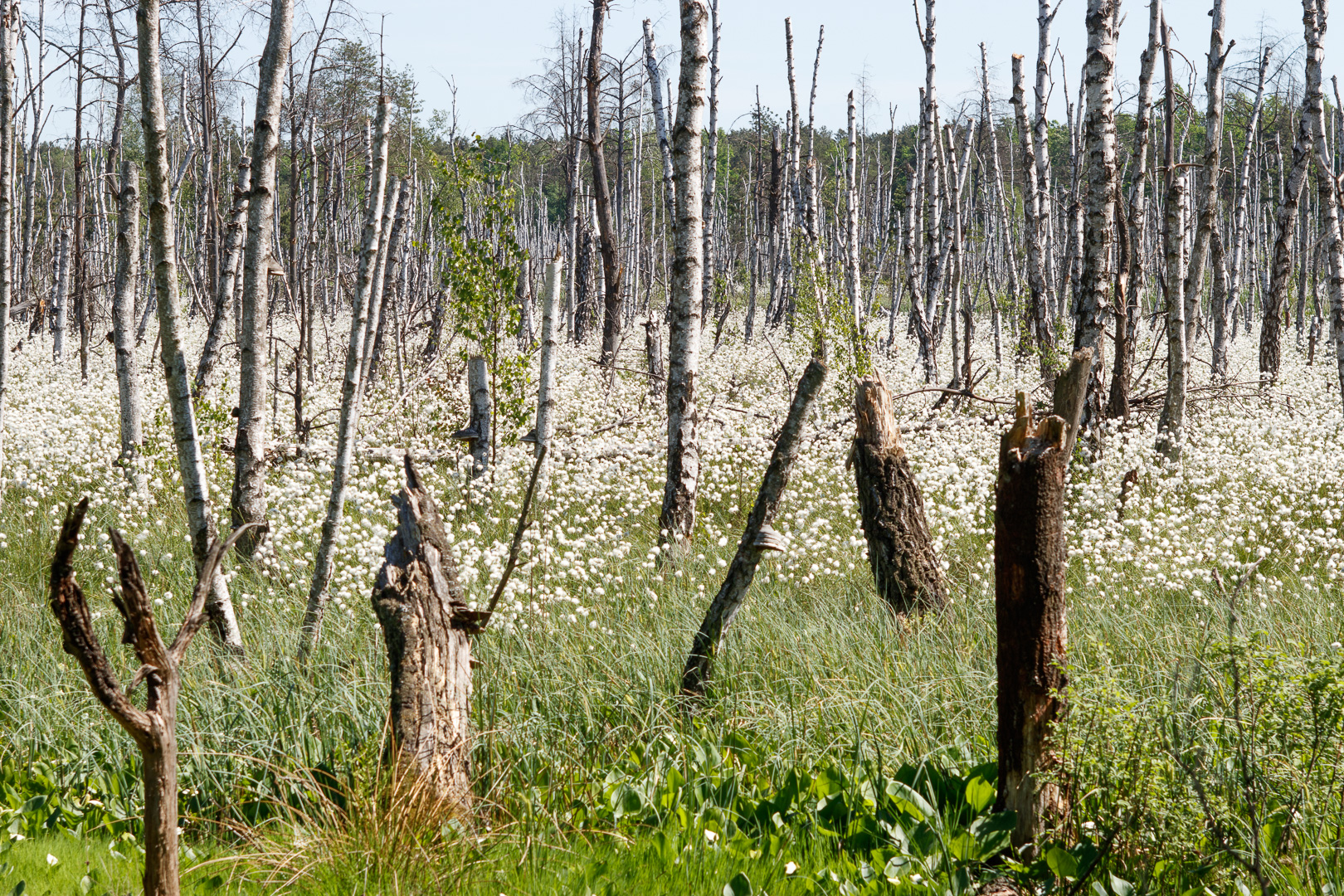
Wełnianki pochwowate w rozpadniętej brzezinie, 2018 r.

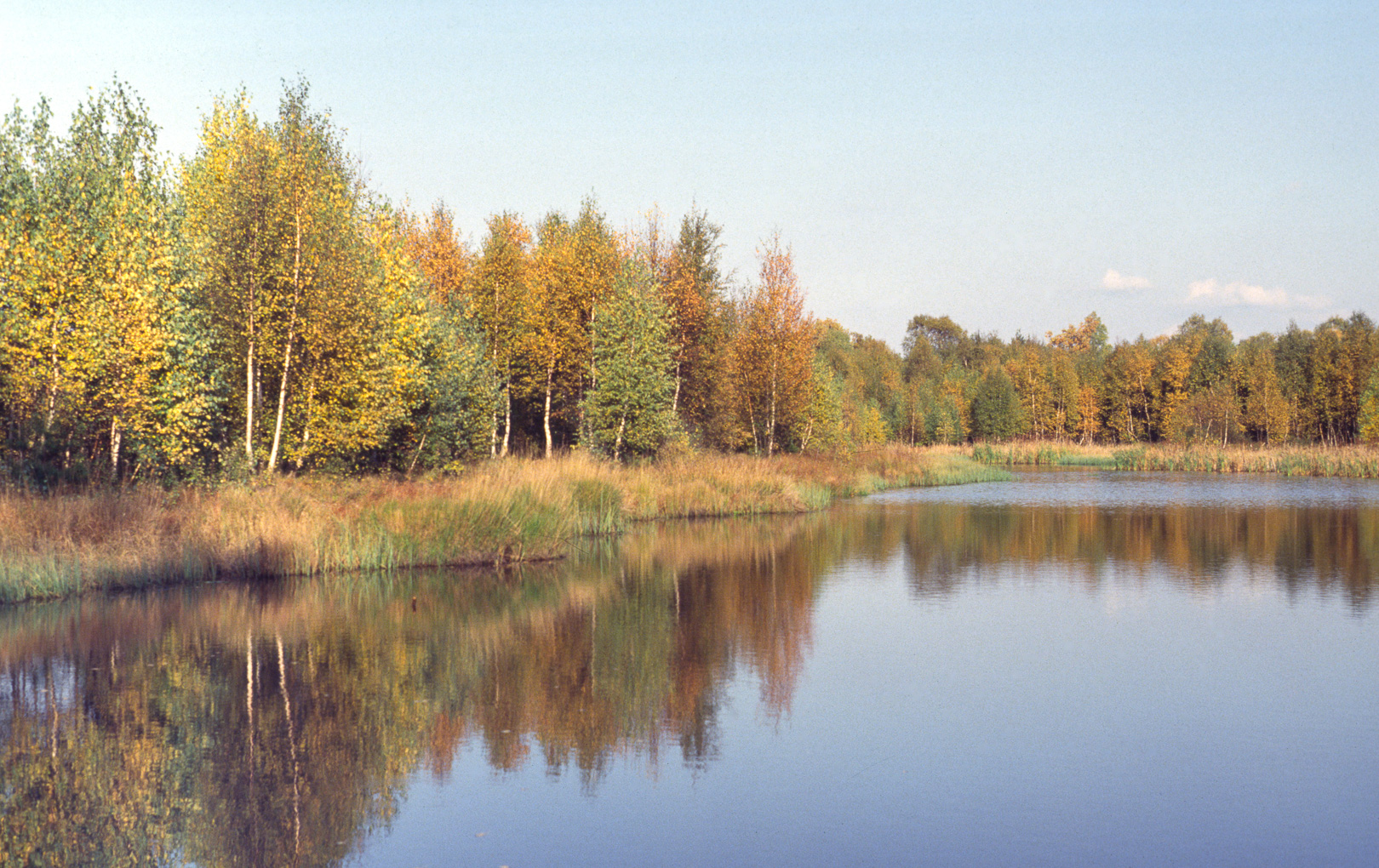
Bagno Jacka, zbiornik południowy (A) jesienią. 1993 r.

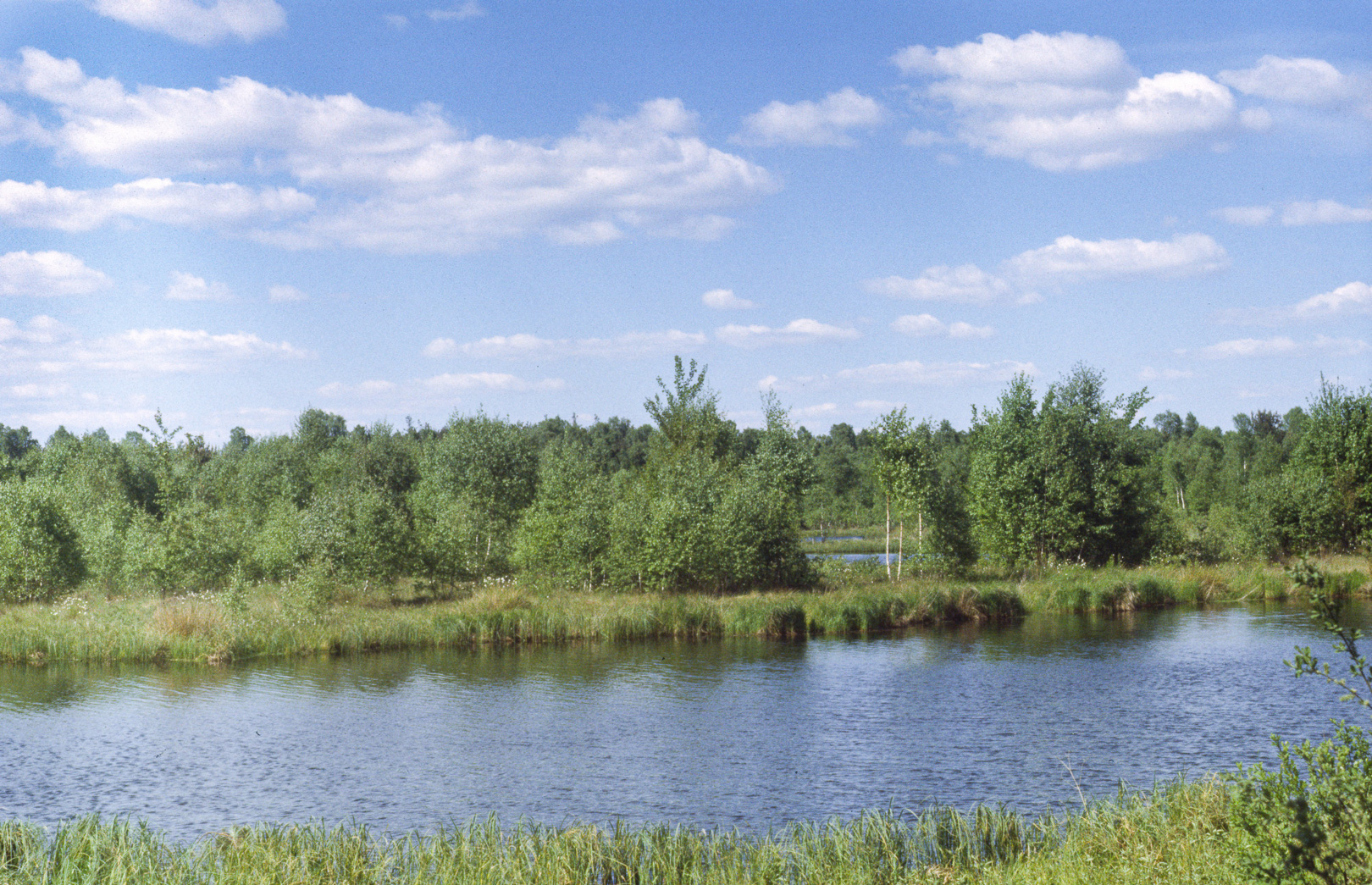
Zbiornik południowy (A), w głębi zbiornik środkowy (B). 1991 r.

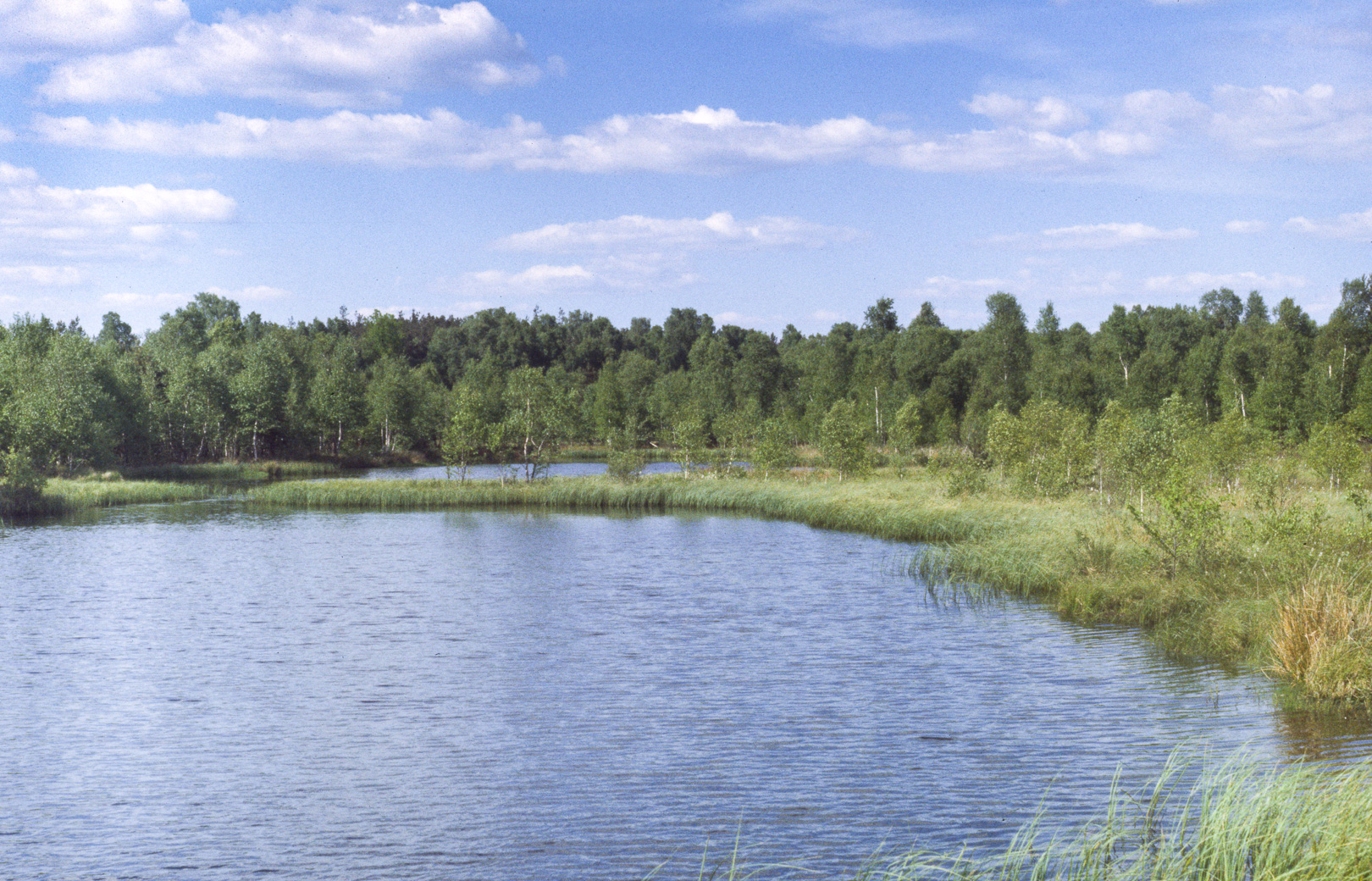
Zbiornik środkowy (B). 1991 r.

Rezerwat przyrody Bagno Jacka – torfowiskowy rezerwat przyrody znajdujący się na terenach dzielnicy Warszawy Wesoła oraz gminy miejskiej Zielonka (województwo mazowieckie). Leży na obszarze lasów Rembertowsko-Okuniewskich, w kompleksie wałów wydmowych, przy drodze Warszawa-Węgrów.

## Nazwa
Bagno Jacka to nazwa bagna i rezerwatu. Pojawiła się dopiero po II wojnie światowej, jej pochodzenie nie jest znane. Teren pamiętany jest przez starszych mieszkańców Wesołej bardziej jako bagno „Bartek”.

## Położenie i obszar
Rezerwat znajduje się w warszawskiej dzielnicy Wesoła (województwo mazowieckie), na północ od ul. Okuniewskiej, czyli odcinka drogi wojewódzkiej nr 637 (DW637) (Warszawa-Węgrów). Północna część rezerwatu leży w gminie miejskiej Zielonka, w powiecie wołomińskim.
Położony jest na obszarze lasów Okuniewsko-Rembertowskich, w oddziale 279 nadleśnictwa Drewnica. Rezerwat znajduje się w zagłębieniu terenu, sąsiadując od północy i południa z wydmami, obejmując granicami część wydmy na północy.
Powierzchnia rezerwatu wynosi 19,76 ha (według dawnych pomiarów 19,45 ha).

## Ochrona przyrody
Rezerwat został utworzony zarządzeniem Ministra Leśnictwa i Przemysłu Drzewnego z dnia 21 września 1981 r. w celu ochrony torfowiska przejściowego z charakterystyczną florą i fauną.
Rezerwat nie ma planu ochrony. Jego wnętrze nie jest więc udostępnione do zwiedzania. Powodem jest wrażliwość pokrywy roślinnej torfowiska na wydeptywanie oraz sezonowe zagrożenie pożarami.
Dla przetrwania „Bagno Jacka” konieczne są ciągła edukacja sozologiczna okolicznych mieszkańców oraz utworzenie postulowanej od wielu lat strefy ochronnej o powierzchni ok. 40 ha.
Rezerwat położony jest na specjalnym obszarze ochrony siedlisk (SOOS) Natura 2000 „Poligon Rembertów” (PLH140034) oraz na terenie Warszawskiego Obszaru Chronionego Krajobrazu (Dz. Urz. Woj. Maz. Nr 42/14.02.2007 r., poz. 870).

## Ogólna charakterystyka
Jest to śródleśne torfowisko. Teren obejmuje dawne wyrobiska potorfowe, obecnie zarastające roślinnością torfowiska przejściowego. W rezerwacie znajdują się trzy zbiorniki wodne, w monografii na temat Bagna Jacka pod redakcją Przemysława Stolarza oznaczone literami A, B i C:
- zbiornik południowy, torfianka południowa (A)
- zbiornik środkowy, torfianka środkowa (B)
- zbiornik północny, torfianka północna (C)

Największy zbiornik (A), widoczny z ulicy Okuniewskiej, może mieć pochodzenie naturalne. Torfianki B i C są już prawie całkowicie pokryte przez pło torfowcowe (trzęsawisko).
W granicach rezerwatu znajdują się również łąka, fragment wydmy, zalesione piaski, teren ruderalny, nasypy i groble.

## Flora

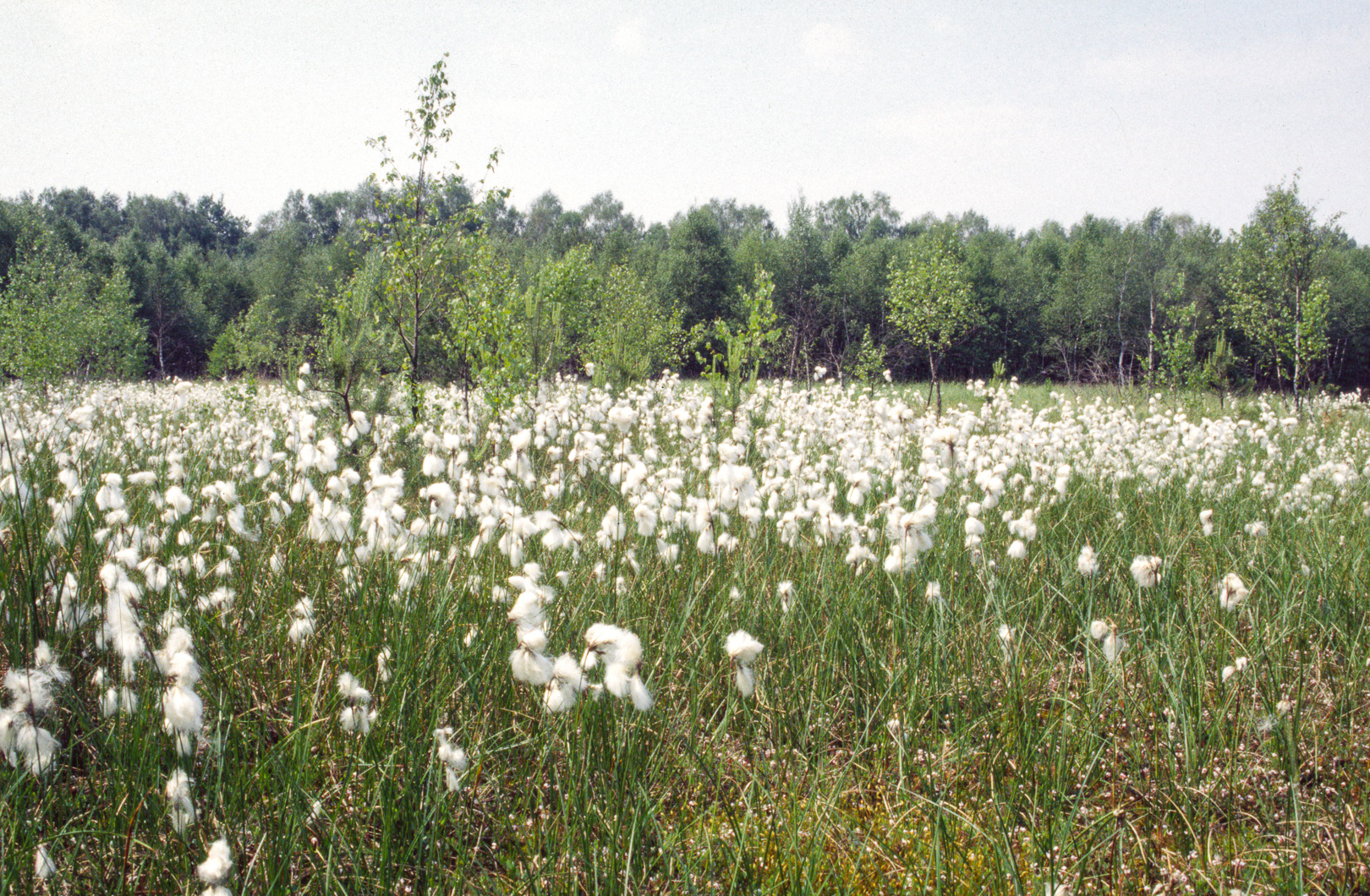
Wełnianki na zbiorniku środkowym (B). 1996 r.

Rezerwat został powołany w celu ochrony otoczonego lasami torfowiska przejściowego. Częściowo pokryty jest jednak przez torfowisko wysokie, a na jego obszarze można znaleźć zbiorowiska roślinne charakterystyczne również dla torfowiska niskiego. Dominującym zbiorowiskiem roślinnym „Bagna Jacka” jest brzezina bagienna. Poza brzeziną w rezerwacie występują szuwary turzycowe i trzcinowe, łozowiska, fragmenty boru bagiennego, wilgotnego i świeżego.
Do 2011 roku w rezerwacie stwierdzono 345 gatunków roślin naczyniowych. W latach 2010–2011 potwierdzono występowanie 309 z nich. Są to wyniki badań całego rezerwatu, nie tylko torfowisk.
Gatunkami charakterystycznymi są:

- mchy torfowce (Sphagnum sp.)[1]
- trzcina pospolita (Phragmites australis)[1]
- brzoza omszona (Betula pubescens)[1]
- grzybienie białe (Nymphaea alba)[1]
- turzyca nitkowata (Carex lasiocarpa)[1]
- czermień błotna (Calla palustris)[1]
- borówka bagienna (Vaccinium uliginosum)[1]
- wełnianka wąskolistna (Eriophorum angustifolium)[1]
- żurawina błotna (Oxycoccus palustris)[1]
- rosiczka okrągłolistna (Drosera rotundifolia)[1]

a dla torfowiska przejściowego:

- turzyca dzióbkowata[1]
- turzyca nitkowata[1]
- turzyca siwa[1]
- wełnianka wąskolistna[1]
- siedmiopalecznik błotny[1]
- czermień błotna[1]
- bobrek trójlistkowy[1]

Na terenie rezerwatu stwierdzono występowanie następujących gatunków chronionych roślin naczyniowych:
Okrajek bagna, torfianki, torfowisko wysokie, łąka
- pióropusznik strusi[1]
- widłak goździsty[1]
- grzybienie białe[1]
- rosiczka okrągłolistna[1]
- groszek błotny[1]
- bagno zwyczajne[1]
- modrzewnica zwyczajna[1]
- pływacz mniejszy[1]
- bobrek trójlistkowy[1]
- śnieżyczka przebiśnieg[1]
- kosaciec syberyjski[1]
- storczyk szerokolistny[1]

Część wsch., nasyp, granica, wydma
- widłak jałowcowaty[1]
- cis pospolity[1]
- jarząb szwedzki[1]
- rokitnik zwyczajny[1]
- pierwiosnka wyniosła[1]
- mącznica lekarska[1]
- kocanki piaskowe[1]
- turówka leśna[1]
- kruszczyk szerokolistny[1]

W ciągu pierwszych 15 lat istnienia rezerwatu nie udało się potwierdzić występowania gatunków obserwowanych w latach siedemdziesiątych, takich jak:
- widłak jałowcowaty[7]
- turzyca pęcherzykowata[7]
- dwa gatunki manny Glyceria spp.[7]
- kaczeniec[7]
- pałka wąskolistna[7]

Wykryto również nienotowane wcześniej.
Na obrzeżach rezerwatu są spotykane gatunki roślin obcego pochodzenia, a nadmiernie rozwijające się drzewostany powodują zacienianie torfowiska i wycofywanie się charakterystycznych dla niego roślin i owadów.
Na obszarze Bagna Jacka zaobserwowano 13 gatunków mszaków, z czego ochroną gatunkową są objęte:
- torfowiec błotny Sphagnum palustre[1]
- torfowiec kończysty Sphagnum recurvum[1],
torfowiec Sphagnum apiculatum (ten w latach 70.)[1]
- drabik drzewkowaty Climacium dendroides[1]

- widłoząb miotlasty Dicranum scoparium[1]
- rokietnik pospolity Entodon schreberi[1]
- szurpek porosły Orthotrichum lyelli[1]
- płonnik zwyczajny Polytrichum commune[1]

W rezerwacie stwierdzono występowanie 47 gatunków grzybów wielkoowocnikowych i 19 gatunków porostów.

## Fauna

### Ryby
W torfiankach stwierdzono 5 gatunków ryb, z czego ochroną gatunkową objęta jest wykryta w 2008 roku strzebla błotna. Występuje też inwazyjny sumik karłowaty.

### Płazy
W rezerwacie zaobserwowano 11 gatunków (oraz jednego mieszańca) płazów. Są to:

- ropucha szara[1][7]
- ropucha zielona[1]
- kumak nizinny – tylko na początku istnienia rezerwatu[1]
- huczek ziemny – w wypluwkach puszczyka[1]
- rzekotka drzewna[1][7]
- żaba moczarowa[1][7]
- żaba trawna[1][7]
- żaba zwinka – w 1990 r.[1]
- żaba jeziorkowa[1]
- żaba śmieszka[1]
- żaba wodna – mieszaniec dwóch powyższych gatunków[1][7]
- traszka grzebieniasta – introdukowana w 1990 r.[1]

### Gady
Na Bagnie Jacka występują 4 gatunki gadów:
- jaszczurka zwinka[1][7]
- padalec[1]
- zaskroniec[1]
- żmija zygzakowata – odmiany szara i brązowa[1][7].

### Ptaki
Na Bagnie Jacka stwierdzono występowanie 136 gatunków ptaków: 62 lęgowych lub prawdopodobnie lęgowych, 35 zimujących, ponad 67 podczas wędrówek. Poniżej są wymienione niektóre gatunki:

Lęgowe (m.in.)
- perkozek[1][7]
- kokoszka wodna[1][7]
- piecuszek[1][7]
- świergotek drzewny[1]

Gniazdujące okresowo
- cyraneczka[1][7]
- czernica[1][7]
- głowienka[1][7]
- krogulec[1]
- słonka[1]
- krętogłów[1][7]
- trzciniak[1]
- gil[1][7]
- potrzos[1][7]

Zalatujące często
- jastrząb gołębiarz[1][7]
- myszołów zwyczajny[1][7]
- dzięcioł czarny[1][7]

Zalatujące podczas migracji wiosennej
- lerka (skowronek borowy)[1]
- droździk[1]

Zalatujące sporadycznie
- czapla siwa[1][7]
- bocian czarny[1][7]
- łabędź niemy[1][7]
- cyranka[1][7]
- błotniak stawowy[1][7]
- rybołów[1][7]
- błotniak zbożowy[1][7]
- żuraw[1][7]
- brodziec piskliwy[1][7]
- rybitwa rzeczna[1]
- puszczyk[1][7]
- kruk[1]

Pojedyncze stwierdzenia
- perkoz rdzawoszyi[1][7]
- płaskonos[1][7]
- gągoł[1][7]
- bekas kszyk[1][7]
- wodnik[1][7]
- zimorodek[1]
- brzęczka[1]
- dziwonia[1]

Najliczniej występującym gatunkiem gniazdującym się na terenie rezerwatu jest piecuszek.

### Ssaki
W rezerwacie stwierdzono 21 gatunków ssaków. Spośród nich ochroną gatunkową objęte są:
- ryjówka aksamitna[1][7]
- kret[1][7]
- jeż[1][7]
- nietoperze[1][7] – co najmniej 2 gatunki[1]

- wiewiórka[1]
- badylarka[1]
- łasica[1]

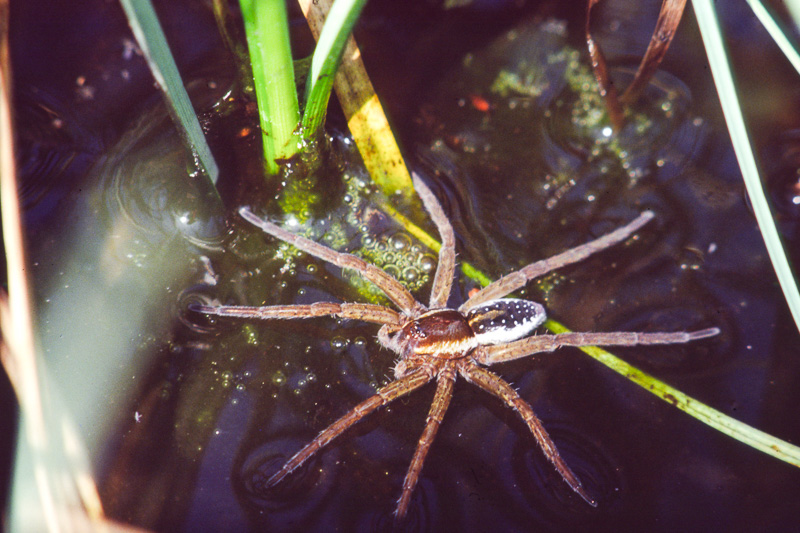
Bagnik na Bagnie Jacka. 1996 r.

Na Bagnie Jacka można też spotkać łosia.
Przynależności gatunkowej nietoperzy nie udało się ustalić. Niedawno stwierdzono jednak, że w wypluwkach puszczyka, którego rewir obejmował Bagno Jacka i tereny przyległe znajdowały się borowiec wielki i gacek brunatny. Ponadto w zrzutkach tych występowała m.in. ryjówka malutka, również objęta ochroną gatunkową.

### Bezkręgowce
Bezkręgowce Bagna Jacka są mało poznane. Zaobserwowano 135 gatunków owadów, ale jest ich jednak prawdopodobnie wielokrotnie więcej. Niektóre z nich są chronione (zalotka białoczelna, zalotka większa, paź żeglarz, chronione trzmiele). Wśród pająków jest spotykany bagnik torfowy. Raz zaobserwowano chronioną pijawkę lekarską.

## Zmiany środowiskowe
Przed utworzeniem rezerwatu i na początku jego istnienia poziom wody na tym obszarze był wysoki, występowały nawet pływające wyspy.
Potem przez wiele lat poziom wód gruntowych był obniżony, w wyniku czego wycofało się wiele gatunków ptaków i owadów.
W latach 80. nastąpiła ekspansja brzozy, wolne od drzew pozostały jedynie trzęsawiska na trzech największych torfiankach.
W latach 2010–2011 miały tutaj miejsce wyjątkowo intensywne opady letnie. W ich wyniku wiosną 2011 roku całe torfowisko znalazło się pod wodą. W latach tych pojawiło się ponownie trzęsawisko, zmieniły się zasięgi wielu gatunków roślin, wróciły wodne gatunki ptaków, spadła też liczebność gniazdującego na ziemi ptaków leśnych (w tym piecuszka). Podniesienie się poziomu wody gruntowej wywołało też gnicie i próchnienie drewna, co powinno zwiększyć ilość owadów zależnych od martwego drewna.

## Wydobycie torfu
Torfowisko było eksploatowane maszynowo i zasypywane. Na jego obszarze znajdują się wspomniane wcześniej torfianki. Wciąż można też znaleźć ślady wydobywania torfu z lat 1939–1944 i wcześniejszych w postaci kopców i grobli. W okresie poprzedzającym utworzenie rezerwatu torf pozyskiwano już tylko w niewielkim stopniu, a w 1986 roku ostatni raz stwierdzono jego ręczne wydobycie (czyli już po powstaniu rezerwatu).

## Odniesienia w kulturze
W 1970 właśnie w tym miejscu powstał film Andrzeja Wajdy „Brzezina”.

## Galeria

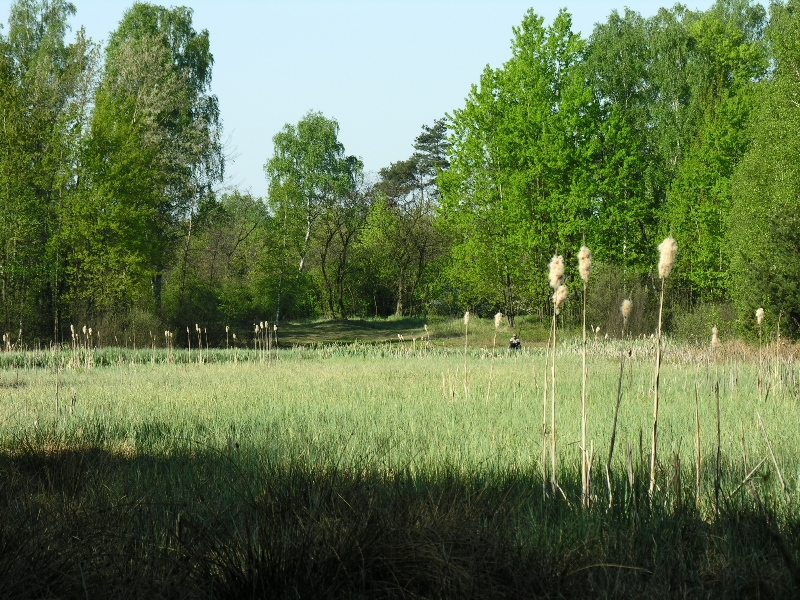
Bagno Jacka
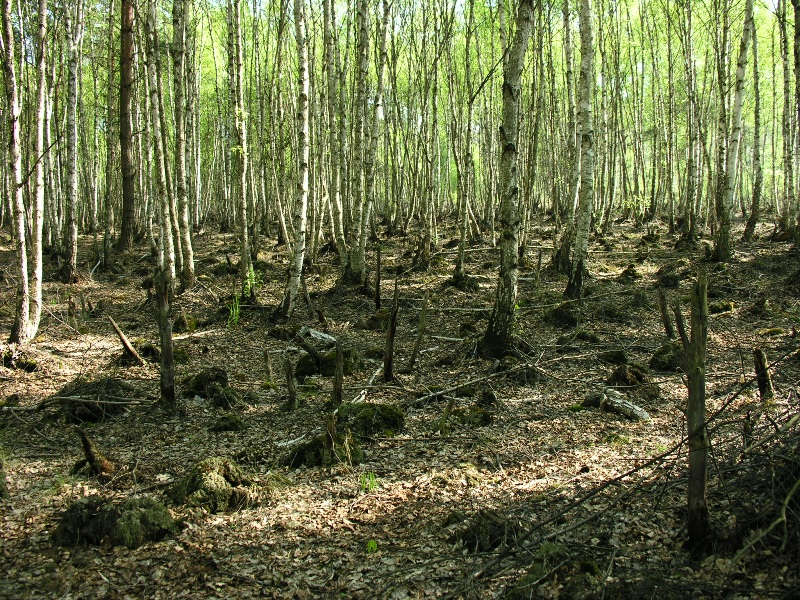
Brzezina
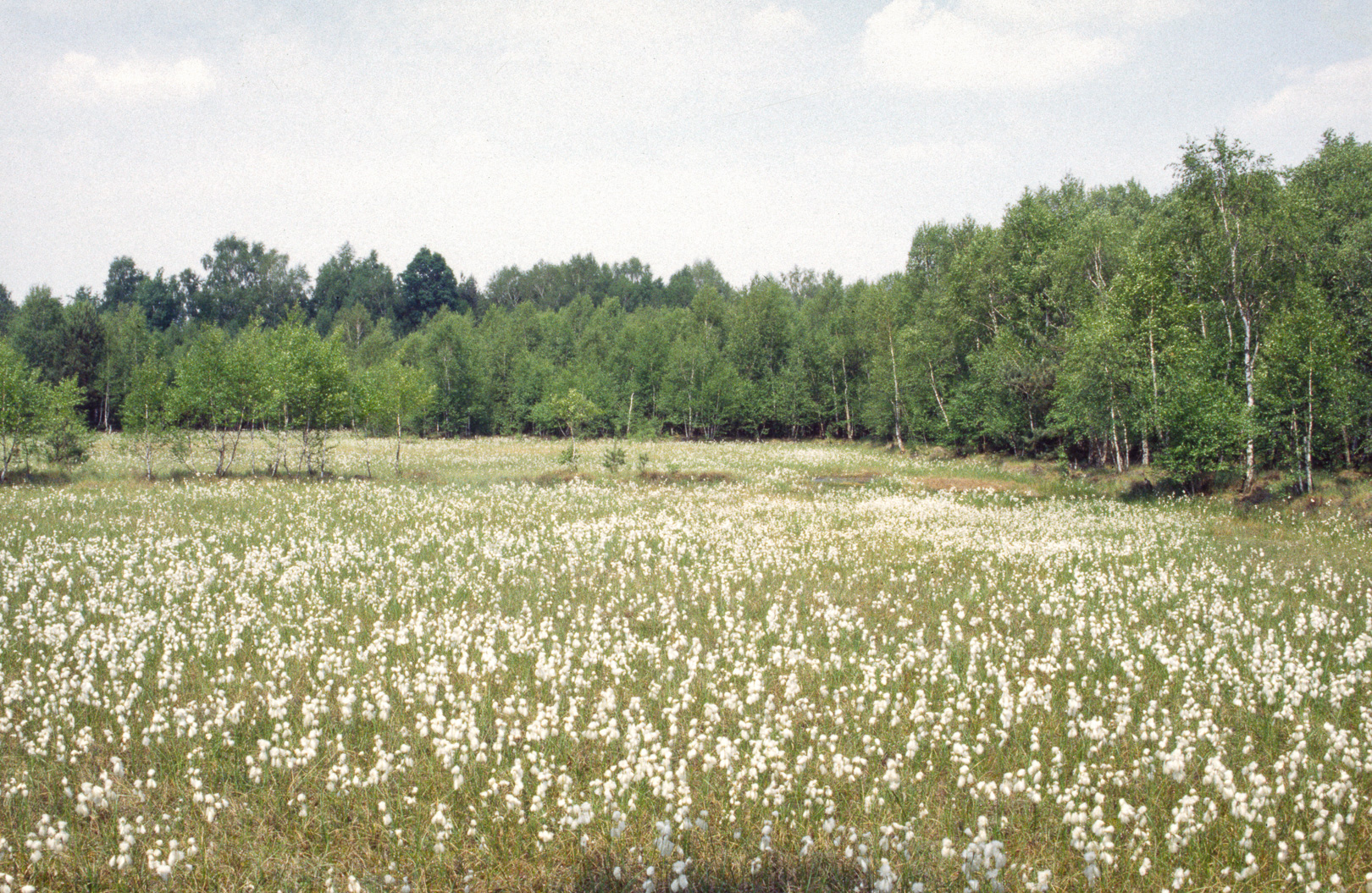
Wełnianki na zbiorniku środkowym (B[1]). 1996 r.
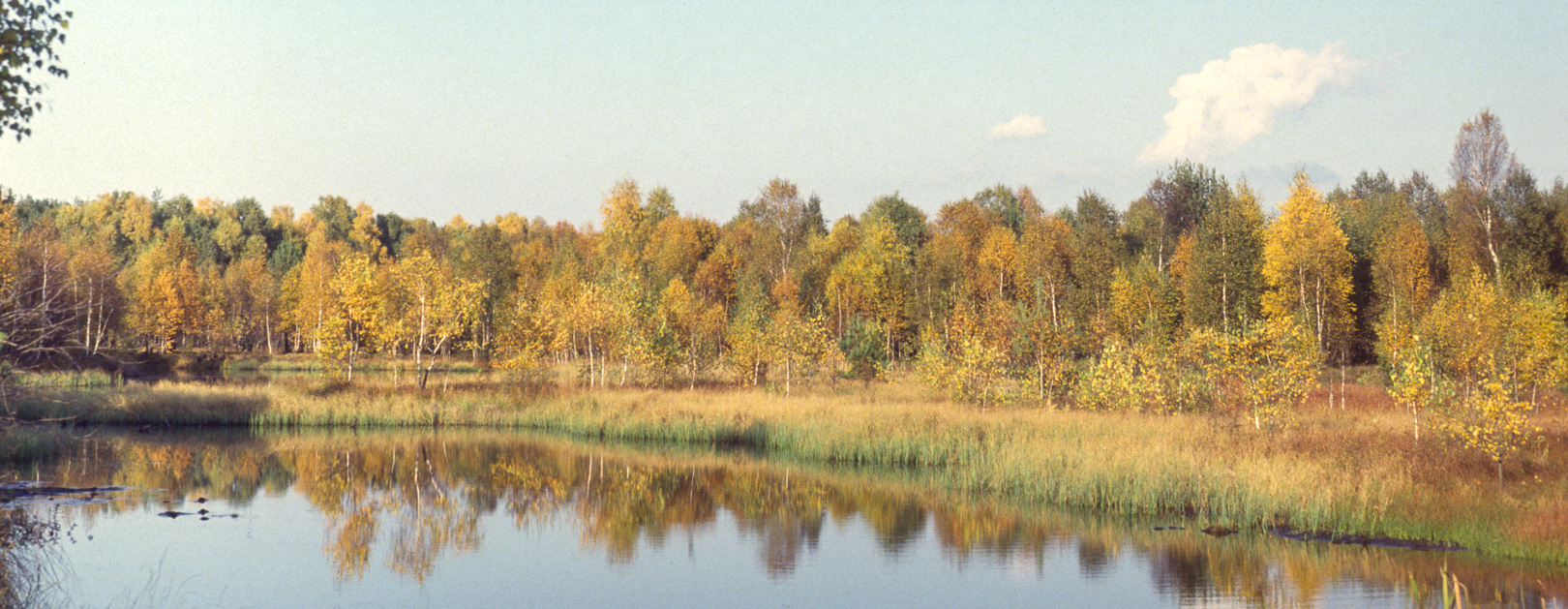
Zarastające pło zbiornika środkowego (B[1]) jesienią. 1993 r.
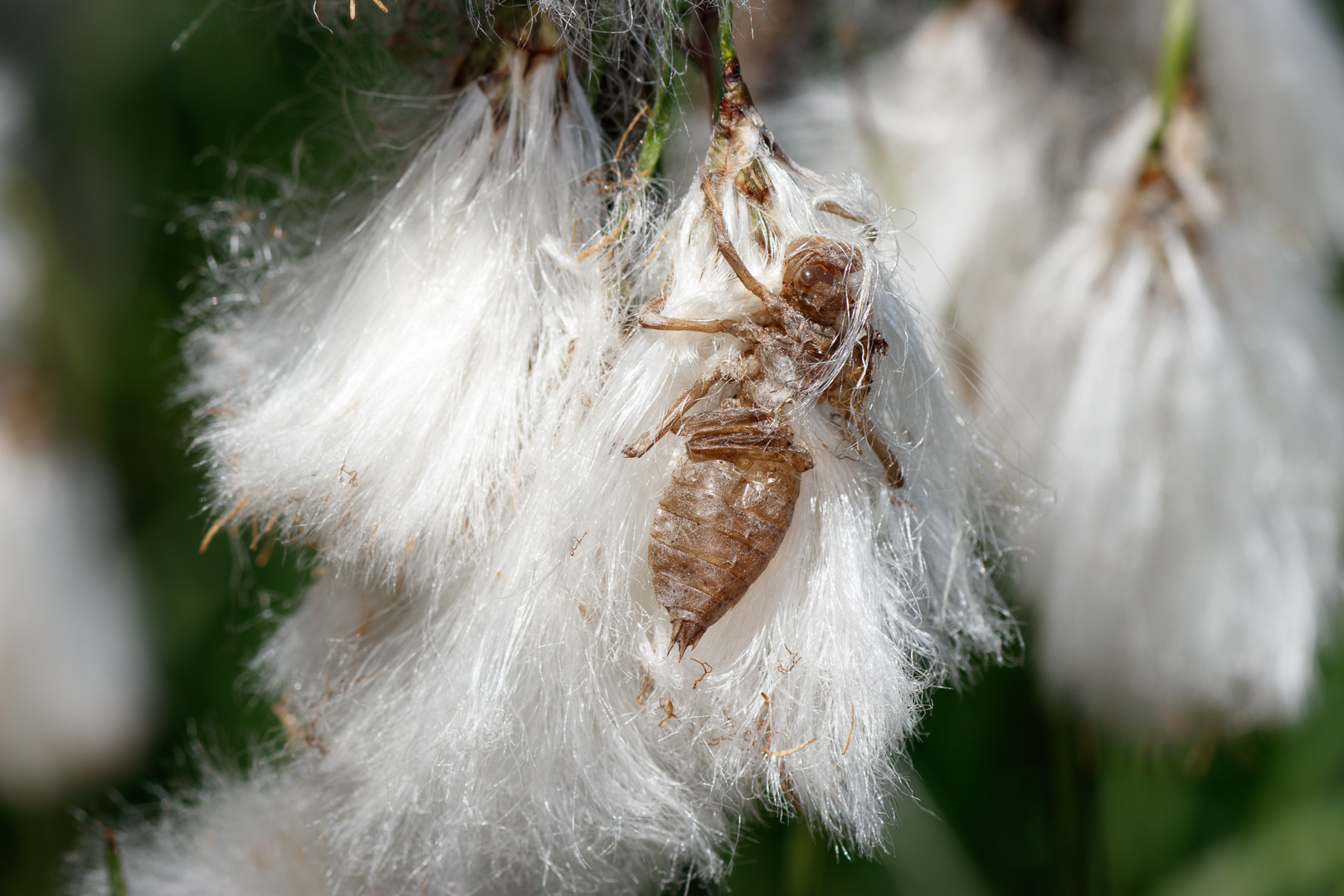
Wylinka ważki Anisoptera na wełniance wąskolistnej